# راتنج صناعي

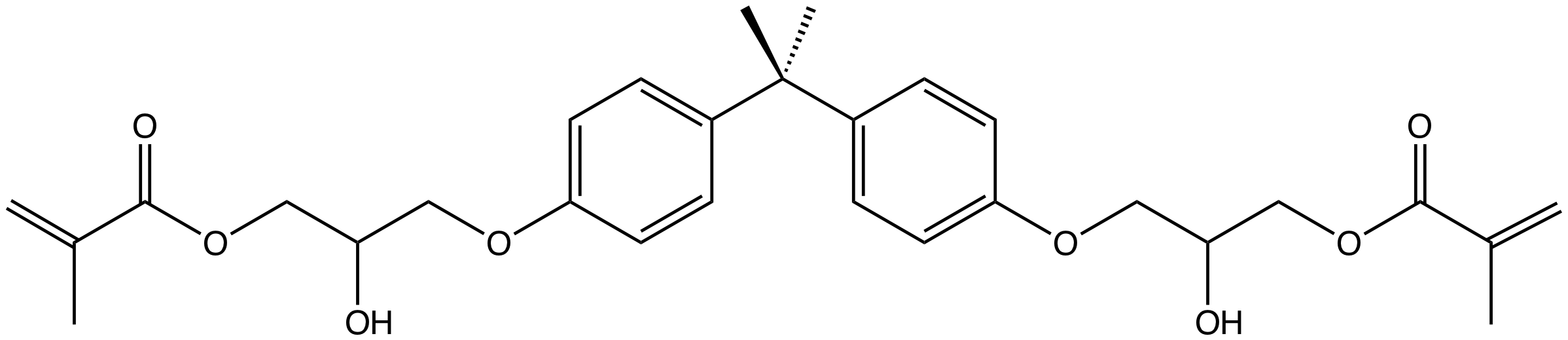
راتنج فينيل الإستر مثال على الراتنجات الصناعية

الراتنجات الاصطناعية هي راتنجات منتجة صناعيا، وعادة ما تكون مواد لزجة تتحول إلى بوليمرات صلبة بعملية المعالجة. من أجل الخضوع للمعالجة، تحتوي الراتنجات عادةً على مجموعات نهاية تفاعلية، مثل الأكريلات أو الإيبوكسيدات. تحتوي بعض الراتنجات الاصطناعية على خصائص مشابهة للراتنجات النباتية الطبيعية، ولكن لا تمتلك الكثير منها.

الراتنجات الاصطناعية من عدة فئات. يتم تصنيع بعضها عن طريق الأسترة من المركبات العضوية. بعضها عبارة عن لدائن صلبة بالحرارة يتم فيه تطبيق مصطلح «راتنج» بشكل فضفاض على المادة المتفاعلة أو المنتج أو كليهما. يمكن وضع«الراتنج» على واحد من اثنين من المونومرات في بوليمر مشترك، والآخر يسمى «مصلد»، كما هو الحال في راتنجات الايبوكسي. بالنسبة للدائن الصلبة بالحرارة التي تتطلب مونومر واحد فقط، فإن مركب المونومر هو «الراتنج». على سبيل المثال، غالبًا ما يطلق على ميثاكريليت الميثيل السائل «راتنج» أو «راتنج الصب» أثناء وجوده في الحالة السائلة، قبل أن يُبلمر. بعد الرصع، غالبًا ما يتم يتغير اسم بولي ميثيل ميثاكريلات الناتج إلى زجاج أكريليك (بولي ميثيل ميثاكريلات) أو «أكريليك».

## الأنواع
- الصنف الكلاسيكي هو راتنجات الايبوكسي، التي يتم تصنيعها من خلال تفاعلات البلمرة - الإضافة أو التكثيف المتعدد، وتستخدم كبوليمر حراري للمواد اللاصقة والمواد المركبة.[4] راتنجات الايبوكسي أقوى مرتين من الخرسانة وسلسة ومقاوم للماء. وبناءً عليه، فقد تم استخدامه بشكل أساسي لأغراض الأرضيات الصناعية منذ ستينيات القرن العشرين. ومع ذلك، منذ عام 2000، يتم استخدام راتنجات الايبوكسي والبولي يوريثين في المناطق السكنية أيضًا، خاصة في أوروبا الغربية.
- راتنج الصب الاصطناعي المُستخدم في المعروضات (الفنية مثلا) في بولي ميثيل ميثاكريلات هو ببساطة سائل ميثاكريلات الميثيل، حيث يتم إضافة محفز للبلمرة وخلطه، مما يؤدي إلى التصلب. تخلق البلمرة كتلة من بولي ميثيل ميثاكريلات («زجاج أكريليك») الذي يحمل كائن العرض في كتلة شفافة.
- راتنج الأسيتال هو بوليمر صناعي آخر، وعلى النقيض من المواد التركيبية الأخرى، فإن له بنية سلسلة بسيطة مع وحدة الشكل المتكررة - [CH2O] -.
- تستخدم راتنجات التبادل الأيوني في تنقية المياه وحفز التفاعلات العضوية. انظر أيضًا راتنج AT-10 وراتنج الميلامين. كما تستخدم بعض راتنجات التبادل الأيوني صيدلانيًا كمنحيات حامض الصفراء، بشكل أساسي أدوية تخفيض شحميات الدم، على الرغم من أنها قد تستخدم لأغراض أخرى غير خفض نسبة الكوليسترول.
- الراتنجات المشربة بالمذيبات وهي جزيئات راتينج مسامية تحتوي على مستخلص سائل إضافي داخل المصفوفة المسامية. من المفترض أن يعمل المستخلص فيها على تعزيز قدرة جزيئات الراتينج.
- راتنجات البوليستر غير المشبعة هي أكبر فئة من الراتنجات، وتشكل 75 ٪ من الراتنجات المستخدمة.
- يستلزم إنتاج كلوريد متعدد الفاينيل إنتاج «راتنجات كلوريد الفينيل»، والتي تختلف في درجة التبلمر.[5]